# Éconophysique
L'éconophysique ou économie physique  est un domaine de recherche scientifique multidisciplinaire qui se propose de résoudre des problèmes économiques en appliquant des méthodes et théories développées pour expliquer des phénomènes physiques complexes relevant notamment de la physique statistique. Les banques centrales avec des modèles stochastiques dynamiques d'équilibre général et les sociétés d'investissement sont les premières à tirer parti des avancées de cette discipline.

## Historique
Le terme éconophysique est mentionné pour la première fois à Calcutta en 1995 lors d'une conférence de physique statistique par H. Eugene Stanley pour désigner l'ensemble des articles écrits par des physiciens et ayant pour objet l'économie ou la finance. Cet intérêt est soutenu par l'explosion des données financières et économiques qui permettent de confronter les modèles à la réalité.
L'intérêt des physiciens et mathématiciens pour l'économie et les sciences sociales n'est pas nouveau. Daniel Bernoulli avec la publication de son article Specimen theoriae novae de mensura sortis portant sur le paradoxe de Saint-Petersbourg est un des premiers scientifiques à appliquer les statistiques aux comportements humains. Il est à l'origine de la formalisation des concepts économiques d'utilité (quoique quelques précurseurs remarquables comme John Stuart Mill sont tout de même à citer), de risque et de prime de risque.
Alors que les modèles économiques se sont toujours fondés sur une vision classique d'équilibre statique (équation linéaire, équilibre statique), à la fin du XXe siècle des physiciens non satisfaits par les approches et les explications traditionnelles de l'économie et forts des succès de la physique statistique proposèrent d'en appliquer les méthodes et les outils. Très tôt ils étudient les informations contenues dans les données financières et se proposent d'expliquer des phénomènes économiques généraux.
En 1983 Emmanuel Farjoun et Moshe Machover remarquèrent que les sciences physiques sont capables de faire des prévisions utiles sur le comportement macroscopique (du mouvement brownien aux lois de la thermodynamique) d'ensembles qui, vus localement, apparaissent aléatoires et chaotiques. Selon eux les économistes qu'ils soient marxistes, néo-classiques ou keynésiens étaient alors englués dans une vision de la causalité datant de Adam Smith à la recherche d'un équilibre hypothétique. Partant du constat que le postulat de cet équilibre était central dans les théories proposées jusqu'alors en économie politique et que les modèles associés étaient inefficaces confrontés aux multiples crises économiques, ces auteurs se proposent de changer radicalement les hypothèses de base et jettent les bases d'une approche probabiliste de l'économie politique. Ils reprennent la problématique de formation des prix et du profit mais en conceptualisant diverses quantités sous la forme de variables aléatoires. En particulier, s'ils se positionnent dans la tradition des économistes classiques et marxistes insistant sur le rôle du travail dans la création de richesse (voir valeur travail), ils rejettent l'hypothèse, simplificatrice mais irréelle, d'un taux de profit uniforme. Selon eux, la concurrence sur un marché libre ne peut engendrer au mieux qu'un équilibre statistique. De même ils contestent la dimension déterministe d'un prix. Il suffit d'aller sur un marché acheter des légumes pour voir que le prix du kilogramme de tomates n'est pas une variable déterministe : il n'est pas constant ni sur un jour ni sur un même marché. Aussi les prix doivent être considérés comme des variables aléatoires. Laws of Chaos ne définit pas un modèle économique probabiliste rigoureux mais suggère des pistes pour une telle modélisation.
Dans Classical Econophysics les auteurs explorent la voie entrouverte par Emmanuel Farjoun et Moshe Machover en s'appuyant en particulier sur la théorie de l'information et les simulations multi-agents. Ce livre part des concepts développés par les auteurs classiques Smith, Ricardo et Marx. Ainsi la première partie est une analyse de la création de valeur par le travail. La seconde partie est une étude des échanges des biens, la monnaie et la formation du capital. La troisième partie décrit un modèle multi-agents qui - bien que simple - atteint un équilibre statistique qui reproduit la distribution des revenus observés dans les pays développés. Enfin la dernière partie est une critique de la théorie développée par Friedrich Hayek basée selon eux sur une mauvaise compréhension de la théorie de l'information. Ces auteurs estiment, dans le cadre de la théorie algorithmique de l'information, que l'argument principal de Hayek se retourne contre lui. Si l'efficacité d'une économie repose sur l'utilisation d'informations distribuées sur un grand nombre d'agents, alors une planification est possible et est plus efficace.

## Un équilibre statistique simple: La monnaie comme quantité conservative
Des physiciens comme Victor M. Yakovenko ont remarqué que la quantité de monnaie est conservée lors d'un échange économique à l'exception de la création d'une dette (voir aussi Atomicité (économie)). Or les sciences physiques, en particulier la physique statistique, ont développé le formalisme nécessaire pour étudier des processus complexes similaires, notamment la notion d'énergie et d'entropie. La conservation de la monnaie lors des échanges économiques implique que la monnaie tend à se répartir entre les agents économiques suivant une distribution exponentielle. En l’absence de dette, cette distribution ne dépend que de la quantité de monnaie moyenne par agent. Il est remarquable que la distribution annuelle des revenus aux États-Unis suive une telle loi en première approximation.

### Formalisation mathématique
Considérons un système de {\displaystyle N} agents économiques. On appelle {\displaystyle \epsilon _{i}>=0} la somme de monnaie de l'agent {\displaystyle i}.
On découpe le système par bandes de richesse de largeur {\displaystyle \delta }.  {\displaystyle N_{0}} est le nombre d'agents dans la bande 0 ayant une quantité de monnaie comprise entre {\displaystyle 0} et {\displaystyle \delta }, {\displaystyle N_{1}} entre {\displaystyle \delta } et {\displaystyle 2\delta }, …, {\displaystyle N_{k}} entre {\displaystyle k\delta } et {\displaystyle (k+1)\delta }. La configuration détaillée du système est donnée par la suite {\displaystyle N_{0},N_{1},...,N_{k},...}. Une distribution simple est que tous les agents aient la même quantité de monnaie {\displaystyle m}. C'est-à-dire qu'il existe une bande k telle que {\displaystyle N_{0}=0,N_{1}=0,...N_{k-1}=0,N_{k}=N,N_{k+1}=0,...}. 
La multiplicité du système est donnée par le nombre de permutations d'agents entre les bandes de richesse gardant constante le nombre d'agents dans chaque bande de richesse
{\displaystyle \Omega ={\frac {N!}{N_{1}!N_{2}!N_{3}!...}}}
L'entropie du système {\displaystyle S} est le logarithme de la multiplicité. En utilisant la formule de Stirling d'approximation des factorielles pour les grands nombres on peut montrer que 
{\displaystyle S/N=-\sum _{k}{\frac {N_{k}}{N}}ln{\frac {N_{k}}{N}}=-\sum _{k}P_{k}lnP_{k}}
avec {\displaystyle P_{k}=N_{k}/N}, la probabilité qu'un agent économique appartienne à la bande de richesse {\displaystyle k}. 
Si le système est isolé, i.e. la masse monétaire  {\displaystyle \sum _{i}\epsilon _{i}=E} est fixée, alors la distribution de probabilités {\displaystyle P_{k}} qui maximisent l'entropie suit une loi exponentielle,
{\displaystyle P(\epsilon )=1/T\exp {-\epsilon /T},}
avec la température égale à la quantité moyenne de monnaie pour un agent {\displaystyle T=E/N}. 
De plus on peut montrer qu'en partant d'une distribution quelconque de masse monétaire initiale, comme {\displaystyle \epsilon _{i}=E/N}, et en laissant évoluer le système tel qu'aléatoirement les agents économiques échangent de la monnaie de façon conservative, {\displaystyle \epsilon _{i}+\epsilon _{j}=\epsilon _{i}'+\epsilon _{j}'}, alors à chaque échange l'entropie augmente et la distribution de monnaie tend vers la loi exponentielle {\displaystyle P}. Un système isolé qui suit la loi maximisant l'entropie est dit à l'équilibre.

## Un modèle stochastique et multi-agents reproduisant la structure d'une économie capitaliste
Résumé du chapitre 13 de "Classical Econophysics"
Le modèle est composé de N agents économiques. Chaque agent dispose d'une somme positive ou nulle de monnaie {\displaystyle m}, c'est-à-dire que le modèle n'autorise pas de dette. La masse monétaire M est constante. Chaque agent est soit employé par un autre agent, soit emploie un autre agent, soit est sans emploi. La plage des salaires {\displaystyle [w_{1},w_{2}]} est une donnée paramétrable du modèle, les autres paramètres étant M et N. Chaque agent a une opportunité égale d'action. Le marché des commodités est modélisé simplement par une cagnotte V pour laquelle les entreprises sont en concurrence. Dans ce modèle, il n'y a pas de modélisation détaillée du marché, les investisseurs (employeur) ne peuvent investir que dans du capital variable (employé) et il n'y a pas de prélèvement ni de redistribution de monnaie par un Etat. Les lois de probabilité sont uniformes suivant le principe d'indifférence (en) de Bernoulli qu'en l’absence d'information supplémentaire la loi uniforme continue est la plus adaptée.

### Détail des règles
Le modèle évolue par saut discret passant de l'état {\displaystyle S_{t}} à {\displaystyle S_{t+1}}.
Règle d'initialisation :
1. Chaque agent est sans emploi et possède une quantité M/N de monnaie
2. {\displaystyle w_{1}=0.1*M/N}, {\displaystyle w_{2}=0.9*M/N}

Règle de sélection :
1. sélectionner un agent a suivant une loi de probabilité uniforme.

Règle d'embauche
1. former l'ensemble des employeurs potentiels, H, constitué par les agents non-employés autre que l'agent actif
2. sélectionner un employeur c dans H suivant une fonction de probabilité qui pondère chaque agent par sa richesse
3. si la richesse de c, {\displaystyle m_{c}} est supérieure au salaire moyen, alors c embauche l'agent actif.

Règle de consommation
1. sélectionner un agent b autre que l'agent actif a suivant une loi de probabilité uniforme
2. sélectionner une somme m suivant une loi uniforme sur l'intervalle {\displaystyle [0,m_{b}]}
3. transférer la somme m de l'agent b à la cagnotte V du marché.

Règle du marché
1. si l'agent actif a n'est pas sans emploi:
  1. sélectionner un montant m suivant une loi uniforme sur l'intervalle {\displaystyle [0,V]}
  2. si l'agent a est un employé transférer la somme m de la cagnotte V à son employeur
  3. si l'agent a est un employeur transférer la somme m de la cagnotte à l'agent a

Règle de licenciement 
1. si l'agent actif a est un employeur, soit {\displaystyle n_{a}} le nombre d'employés de l'agent a :
  1. déterminer le nombre u d’employés à licencier suivant la règle qu'aucun employé n'est licencié si {\displaystyle m_{a}\geq n_{a}(w_{1}+w_{2})/2}
  2. sélectionner suivant une loi uniforme u employés à licencier parmi les employés de l'agent a.

Règle des salaires
1. Si l'agent actif est un employeur :
  1. pour chaque employé e de l'agent a, sélectionner une somme w suivant une loi uniforme sur l'intervalle {\displaystyle [w_{1},m_{2}]} et transférer la somme w de l'agent a vers l'agent e. Si l'agent a n'a pas la somme nécessaire choisir w suivant une loi uniforme sur l'intervalle {\displaystyle [0,m_{a}]}.

Règle de simulation
1. appliquer la Règle de sélection
2. appliquer la Règle d'embauche
3. appliquer la Règle de consommation
4. appliquer la Règle du marché
5. appliquer la Règle de licenciement
6. appliquer la Règle des salaires

Règle d'un mois
1. appliquer la Règle de simulation
2. répéter N fois

### Résultats de simulation
Les paramètres M et N ont essentiellement un rôle d'échelle, ils n'ont pas ou que peu d'impact sur la simulation pour peu que le nombre d'agents soit assez grand. Pour avoir une unité monétaire comparable à celles des sociétés développées il est nécessaire de choisir M/N plus grand que 1. 
De par sa structure, ce modèle reproduit la division sociale en employeur, employé et chômeur. Avec le choix de la plage salariale comprise entre 10 % et 90 % de la richesse moyenne par agent, 71 % des agents sont employés, 12 % employeurs et 17 % sans emploi en moyenne sur un nombre suffisamment grand d'itérations de la Règle du mois (>1000).
Le PIB, X, est la somme du chiffre d'affaires de toutes les entreprises sur une année (12 itérations de la Règle du mois). Soit W la somme des salaires payés aux employés, le PIB X se décompose en xw=W/X, la fraction du PIB correspondant aux revenus des employés, i.e. les salaires, et xp=1-xw, la fraction du PIB correspondant aux revenus des employeurs, i.e. les profits. xw fluctue autour d'une moyenne de 0,55 et xp autour d'une moyenne de 0,45 : des taux comparables aux données empiriques.
Plus intéressant, le modèle reproduit les distributions caractéristiques des revenus observées dans les économies des pays développés : un régime log-normal pour les bas revenus (90 % des agents, Gibrat index beta=1,42) et un régime Pareto pour les hauts revenus (10 % des agents, alpha = 1,3). Dans ce modèle la distribution log-normal n'est pas la conséquence d'un processus stochastique multiplicatif, une explication souvent avancée, mais résulte d'une superposition de la distribution des salaires, des faibles profits et de l'absence de revenu due au chômage. Si on considère la richesse de chaque agent mesurée par la quantité de monnaie en sa possession à la fin de l'année au lieu de la somme de ses revenus sur l'année, on observe toujours un régime Pareto pour les 10 % les plus riches mais que le régime bas est plus proche d'une loi exponentielle.
Ce modèle reproduit la distribution de la taille des entreprises mesurée en nombre d'employés qui est très proche d'une loi de Zipf, la distribution de la croissance d'une entreprise proche d'une loi de Laplace et la distribution du nombre de faillites par mois.
Ce modèle reproduit la distribution de la croissance du logarithme du PIB (corrigé par rapport à l'inflation) proche d'une loi de Laplace, ainsi que la distribution de la durée des récessions proche d'une loi exponentielle avec une durée moyenne des récessions de 1,2 année.
Le taux de profit est mesuré pour chaque entreprise par {\displaystyle p=100(r/w-1)} avec r le chiffre d'affaires annuel et w la somme des salaires versés sur une année. La distribution des taux de profit suit une loi asymétrique à droite conforme aux distributions observées pour des économies réelles. Le taux de profit moyen est de 80 % et la taux médian de 64 %.

### Conclusion
Si certaines valeurs résultant de la simulation peuvent s'écarter sensiblement des valeurs observées, ce modèle malgré sa simplicité reproduit des distributions observées pour l'économie réelle sur des grandeurs telles que les revenus, la croissance, les taux de profit, les récessions et le chômage. Le cœur de ce modèle étant la division sociale entre employé, employeur et sans-emploi, les auteurs concluent que les phénomènes de l'économie réelle qui causent des conflits politiques tels que le chômage, les inégalités de revenu et les récessions, ne sont pas des accidents ou des phénomènes transitoires mais sont la conséquence directe de l'organisation sociale de la production.

« A final and important implication is that the computational deduction outlined in this paper implies that some of the features of economic reality that cause political conflict, such as extreme income inequality and recessions, are necessary consequences of the social relations of production and hence enduring and essential properties of capitalism, rather than accidental, exogenous or transitory. »

## Application à la finance
Jean-Philippe Bouchaud et Marc Mézard ont calculé que l'augmentation des échanges et la diminution du risque financier des investissements font conjointement baisser les inégalités. L'impact sur la distribution de richesse par les impôts est mesuré : l'impôt sur le revenu tend d'autant plus à réduire les inégalités qu'il est redistribué vers le plus grand nombre ; si une partie insuffisante de l'impôt sur le revenu est redistribuée, l'impôt sur le capital ne remplit plus son rôle social, mais augmente les inégalités de répartition de la richesse.
Dès 1969, Konrad Lorenz observait que la sélection avantage les plus grandes super-familles qui s'assistent mutuellement pour combattre les étrangers. À l'université hébraïque de Jérusalem, Moshe Lévy et Sorin Salomon ont également montré que le coefficient de Pareto dépend de la taille moyenne des familles dans la population.
À la suite de la crise financière de 2008, Jean-Philippe Bouchaud souligne  :
- la primauté des données de magnitude sur les axiomes et théorèmes ;
- le risque endogène dynamique que génère le marché ;
- les modèles métaphoriques observés en physique sur les interactions et l'hétérogénéité ;
- la nécessité d'identifier les cercles vicieux pour éviter l'instabilité[Laquelle ?] rétroactive.

## Ouvrages de référence
- Rosario N. Mantegna, H. Eugene Stanley, An Introduction to Econophysics: Correlations and Complexity in Finance, Cambridge University Press (Cambridge, Royaume-Uni, 1999)
- Vladimir N Pokrovskii, Econodynamics. The Theory of Social Production, Springer: Berlin (2011).
- Nicholas Georgescu-Roegen,  The Entropy Law and the Economic Process, Harvard University Press: Cambridge, Massachusetts, 1971.
- Johannes Voit, The Statistical Mechanics of Financial Markets, Springer; 3rd edition (Berlin 2005)
- Sitabhra Sinha, Arnab Chatterjee, Anirban Chakraborti, Bikas K Chakrabarti. Econophysics: An Introduction, Wiley-VCH (2010)
- Jean-Philippe Bouchaud, Marc Potters,  Theory of Financial Risk and Derivative Pricing, Cambridge University Press (Cambridge, Royaume-Uni, 2003)
- Bikas K Chakrabarti, Anirban Chakraborti, Arnab Chatterjee, Econophysics and Sociophysics : Trends and Perspectives, Wiley-VCH, Berlin (2006)
- Joseph McCauley, Dynamics of Markets, Econophysics and Finance, Cambridge University Press (Cambridge, Royaume-Uni, 2004)
- Bertrand Roehner, Patterns of Speculation - A Study in Observational Econophysics, Cambridge University Press (Cambridge, Royaume-Uni, 2002)
- Arnab Chatterjee, Sudhakar Yarlagadda, Bikas K Chakrabarti, Econophysics of Wealth Distributions, Springer-Verlag Italia (Milan, 2005)
- Keith Meyer, Extending and simulating the quantum binomial options pricing model, University of Manitoba (Winnipeg, 2009)
- Hagen Kleinert, Path Integrals in Quantum Mechanics, Statistics, Polymer Physics, and Financial Markets, 3rd edition, World Scientific (Singapore, 2004) also available online on physik.fu-berlin.de
- Emmanuel Farjoun and Moshe Machover, Laws of Chaos; A Probabilistic Approach to Political Economy, London: Verso, 1983. Probabilisticpoliticaleconomy.net
- Philip Mirowski, More Heat than Light - Economics as Social Physics, Physics as Nature's Economics, Cambridge University Press (Cambridge, Royaume-Uni, 1989)
- Bruna Ingrao and Giorgio Israel, The Invisible Hand - Economic Equilibrium in the History of Science, The MIT Press (Cambridge, MA, 1990).
- Didier Sornette, Why Stock Markets Crash: Critical Events in Complex Financial Systems, Princeton University Press (2004).
- Giovanni Naldi, Lorenzo Pareschi, Giuseppe Toscani, Mathematical modelling of collective behavior in socio-economic and life sciences, Birkhauser, (2010).
- Reiner Kümmel, The Second Law of Economics: Energy, Entropy, and the Origins of Wealth, Springer: Berlin (2011).
- Ubaldo Garibaldi and Enrico Scalas, Finitary Probabilistic Methods in Econophysics, Cambridge University Press (Cambridge, Royaume-Uni, 2010).